# Blepharis maderaspatensis
Blepharis maderaspatensis es una especie de planta herbácea perteneciente a la familia de las acantáceas. Se encuentra en África, las Comoras y Asia.

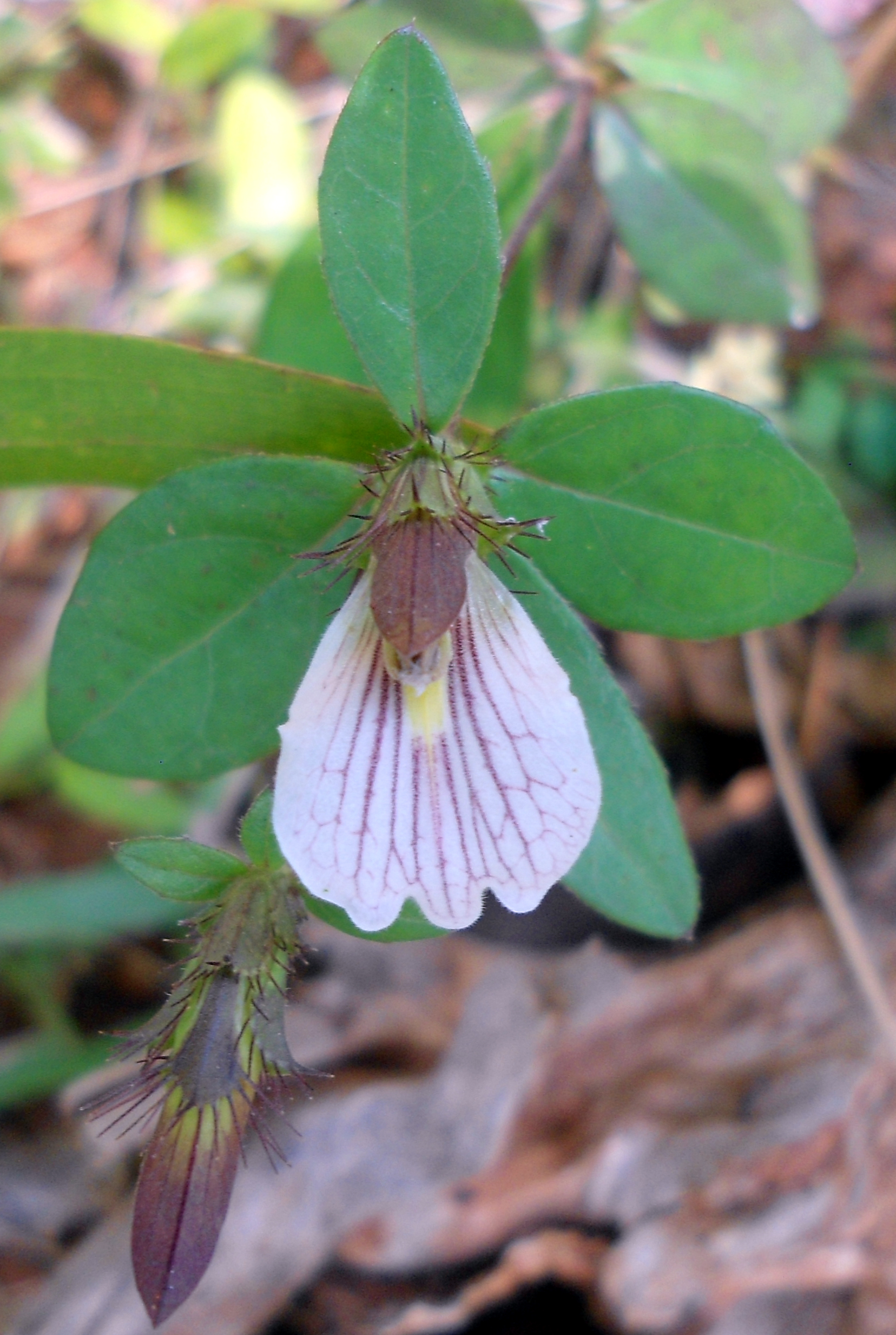
Detalle de la flor

## Descripción
Es una planta prostrada o suberecta, muy ramificada. Las hojas en espiral, desiguales, con un pecíolo de 1-5 mm de largo, con la lámina delgada, elíptico-ovada a oblanceolada,  entera o diminutamente denticulada, peluda en los nervios por el envés. La inflorescencia generalmente  axilar con 2-3 flores, de 1-1.5 cm de largo y solitarias. Las flores son de color blanco-rosado a púrpura. El fruto en forma de cápsula ovoide, de 6-7 mm de largo, brillante con semillas  orbiculares y aplanadas de 4 x 3,5 mm.

## Distribución
Tiene una distribución cosmopolita, extendiéndose por Etiopía, Tanzania, Uganda, República Centroafricana, Ruanda, Ghana, Guinea, Guinea-Bissau, Malí, Níger, Nigeria, Sierra Leona, Zambia, Botsuana, Namibia, Sudáfrica, Madagascar, China, India, Sri Lanka y Birmania.

## Taxonomía
Blepharis maderaspatensis fue descrita por (L.) B.Heyne ex Roth y publicado en Novae Plantarum Species 320. 1821.
Etimología
Blepharis: nombre genérico del griego blepharon = "pestañas".
maderaspatensis: epíteto
Sinonimia
- Acanthus maderaspatensis L.
- Blepharis abyssinica Hochst. ex A.Rich.
- Blepharis boerhaviifolia Pers.
- Blepharis breviciliata Fiori
- Blepharis calaminthifolia Pers.
- Blepharis gueinzi T.Anderson
- Blepharis procumbens B.Heyne ex Roth
- Blepharis procurrens Nees
- Blepharis rubiifolia Schumach.
- Blepharis teaguei Oberm.
- Blepharis togodelia Solms ex Schweinf.[7]